# Bingo Merriex
Bingo AsAnte Merriex (Wichita Falls, 24 novembre 1980) è un ex cestista statunitense.